# 苯烯莫德
苯烯莫德（英語：Benvitimod，也称为3,5-二羟基-4-异丙基芪）是一种细菌生成的芪类化合物，分子式C17H18O2，存在于光杆状菌属（学名：Heterorhabditis）中。